# Parlamentní volby v Bulharsku 1899
Parlamentní volby se konaly 25. dubna 1899. Volby vyhrála Liberální strana (Radoslavistská). Volební účast dosáhla 49,5 %.

## Volební výsledky
| Strana                                          | Počet hlasů | %       | Mandáty |
| ----------------------------------------------- | ----------- | ------- | ------- |
| Liberální strana (Radoslavistská)               | 138 900     | 40,6 %  | 89      |
| Lidová liberální strana                         | 54 400      | 15,9 %  | 19      |
| Progresivní liberální strana                    | 54 400      | 15,9 %  | 8       |
| Lidová strana                                   | 41 600      | 12,1 %  | 2       |
| Demokratická strana                             | 36 300      | 10,6 %  | 10      |
| Bulharská sociálně demokratická dělnická strana | 12 100      | 3,5 %   | 4       |
| Bulharský agrární národní svaz                  | 4 700       | 1,4 %   | 0       |
| Konzervativec                                   |             |         | 1       |
| Ostatní strany                                  |             |         | 4       |
| Nestraníci                                      |             |         | 32      |
| Neplatné hlasy                                  | 36 677      | -       | -       |
| celkem                                          |             | 100,0 % | 169     |

- Volební hlasy jsou přibližné odhady